# Porsche Cayenne (Typ PO536)
| Sterne im Euro-NCAP-Crashtest (2017) | 5 Sterne im Euro-NCAP-Crashtest |

Logo des Modells Cayenne

Der Cayenne (Typ PO536 oder 9YA) ist ein SUV von Porsche und der Nachfolger des Cayenne Typ 92A. Er wurde am 29. August 2017 in Stuttgart-Zuffenhausen vorgestellt, seine Öffentlichkeitspremiere hatte der Wagen auf der Internationalen Automobil-Ausstellung im September 2017 in Frankfurt am Main.
Im März 2019 wurde mit dem Cayenne Coupé eine Variante mit Fließheck vorgestellt.
Umfangreich überarbeitete Versionen beider Bauformen debütierten am 18. April 2023 im Rahmen der Shanghai Auto Show.

## Unterschiede zum Vorgänger
Der Cayenne der neuen Generation ist bei gleichem Radstand 63 mm länger, 44 mm breiter und 9 mm flacher als das  Vorgängermodell. Die Mindestgröße der Räder ist 19 statt 18 Zoll. Das Leergewicht liegt trotz umfangreicherer Ausstattung rund 65 Kilogramm unter dem des Vorgängers.
Der Kofferraum ist mit 770 Liter gegenüber dem Vorgängermodell um 100 Liter größer.
Produziert wird der Cayenne III nicht mehr im Porsche-Werk Leipzig, sondern gemeinsam mit dem Audi Q7 und dem VW Touareg in Bratislava. Zudem wird der Cayenne seit März 2022 als CKD-Bausatz im CKD-Werk in Kulim in Malaysia zusammengebaut.

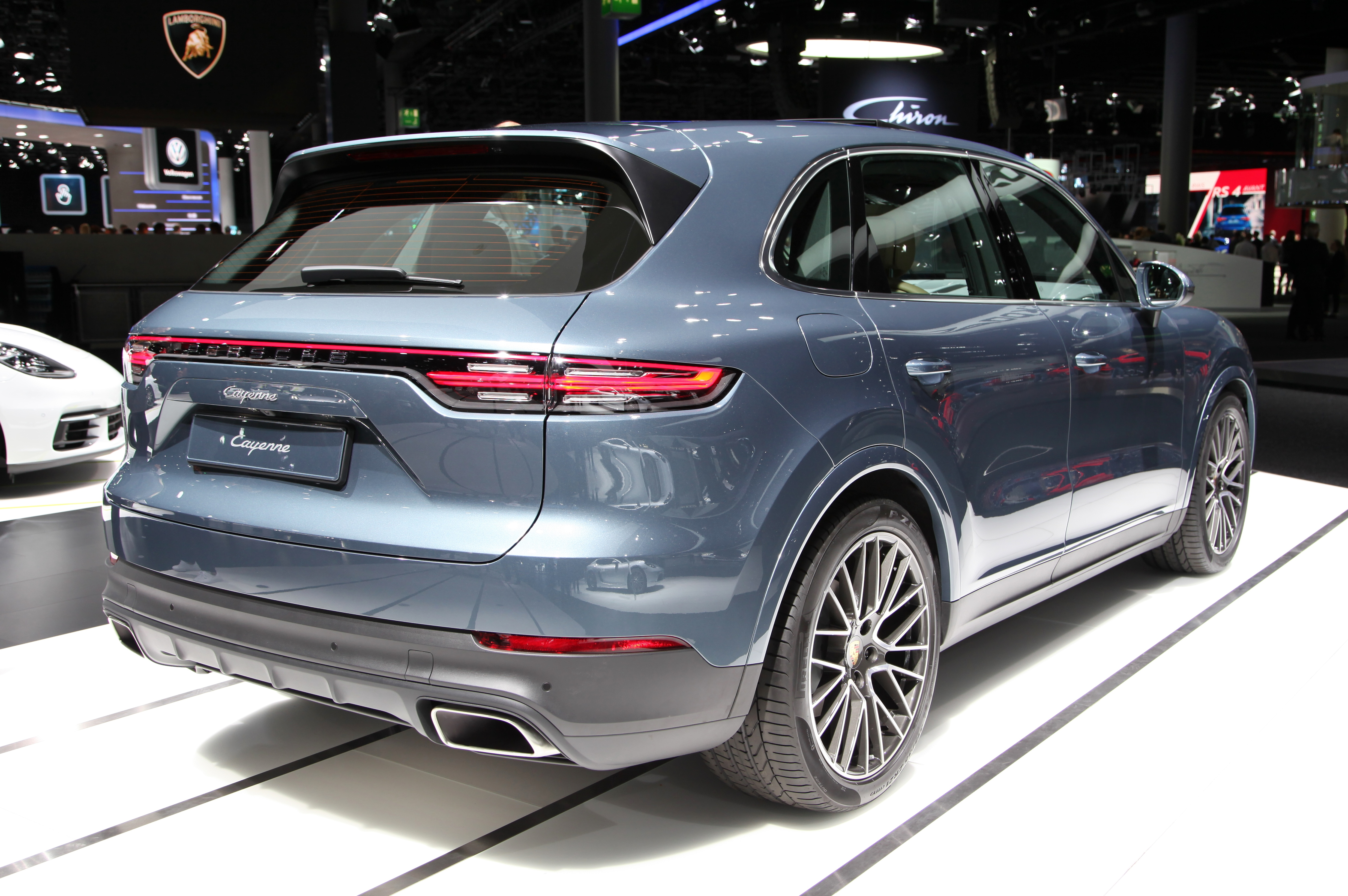
Heckansicht
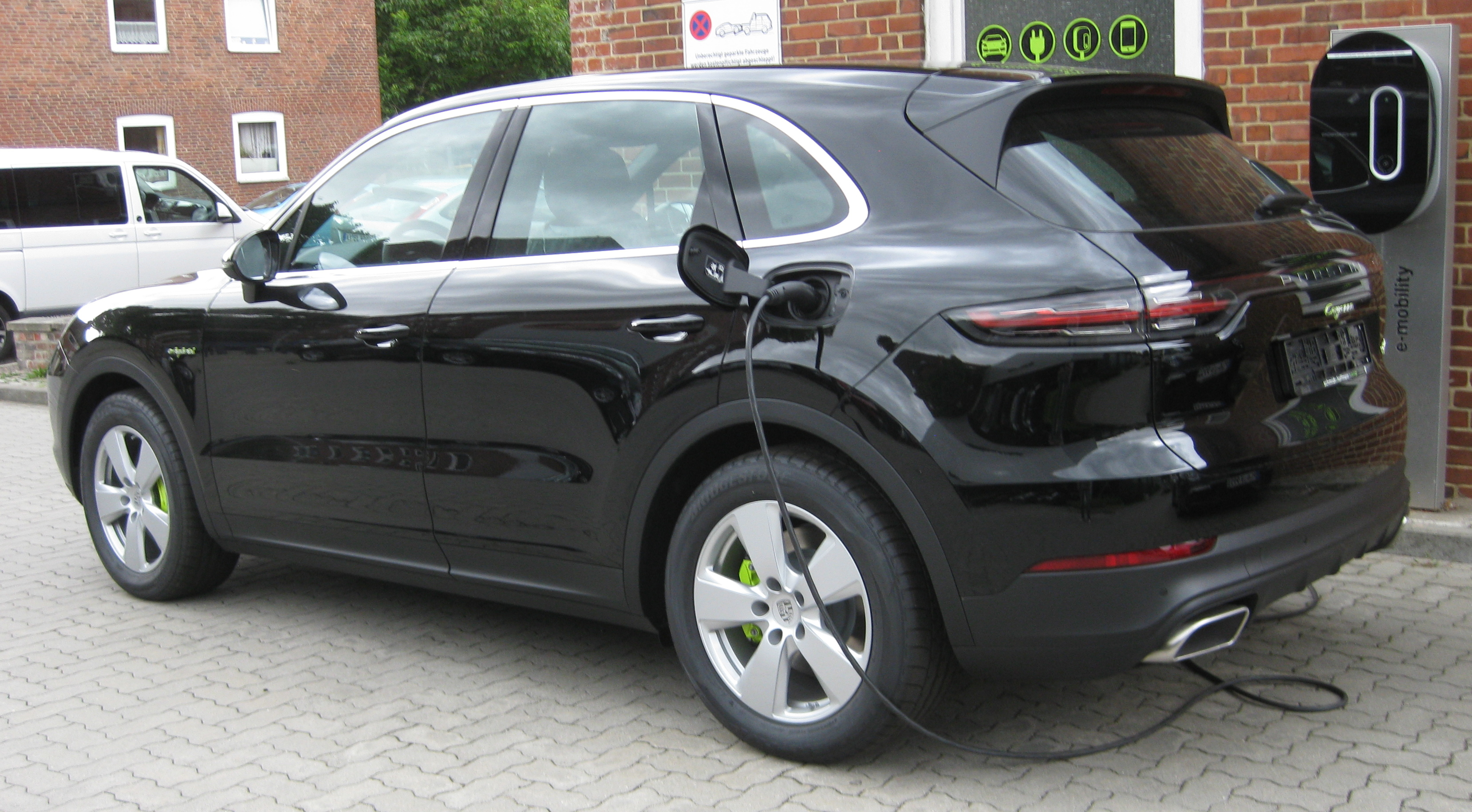
Porsche Cayenne E-Hybrid (2018–2023)
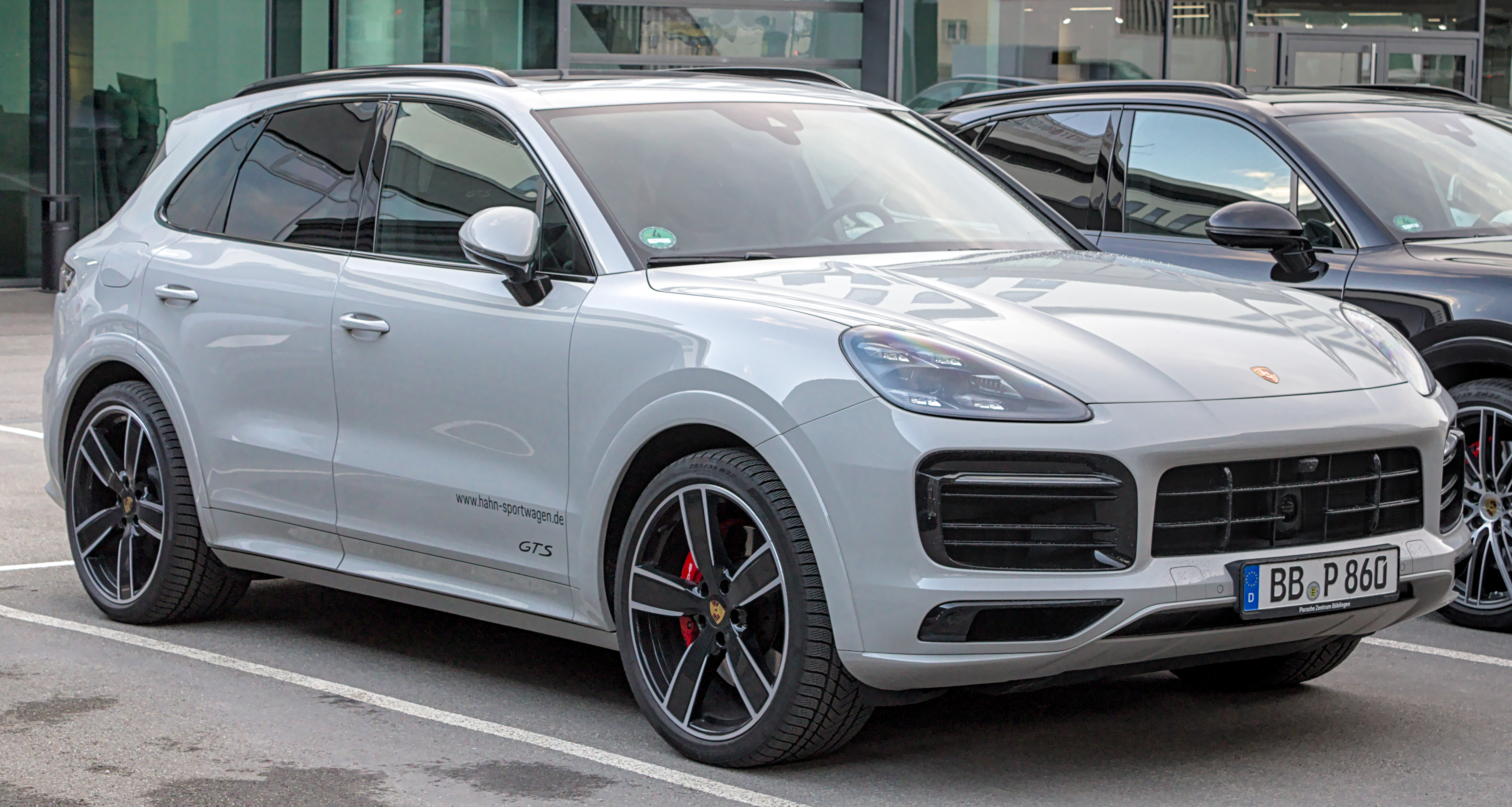
Porsche Cayenne GTS (2020–2023)
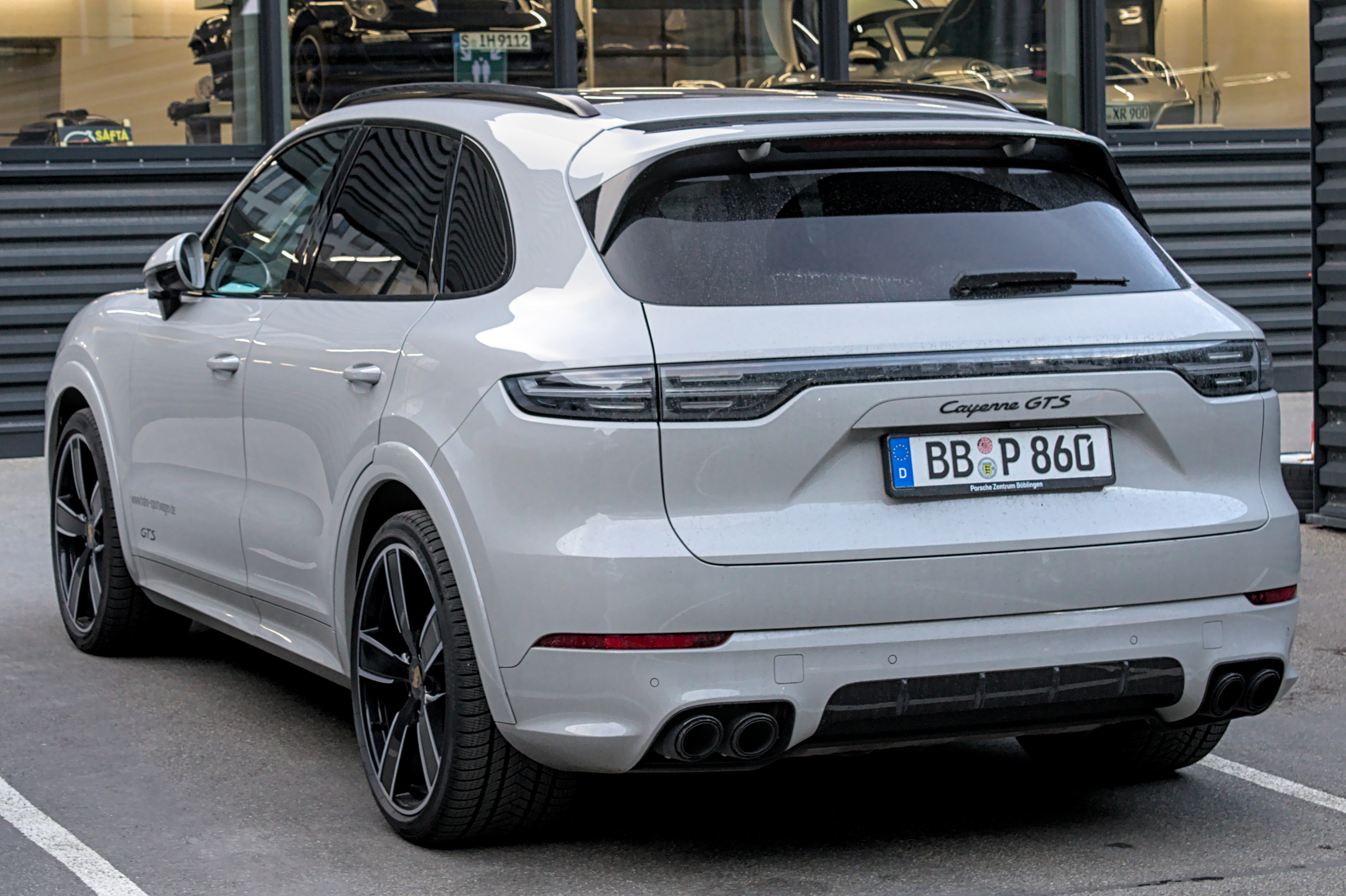
Heckansicht
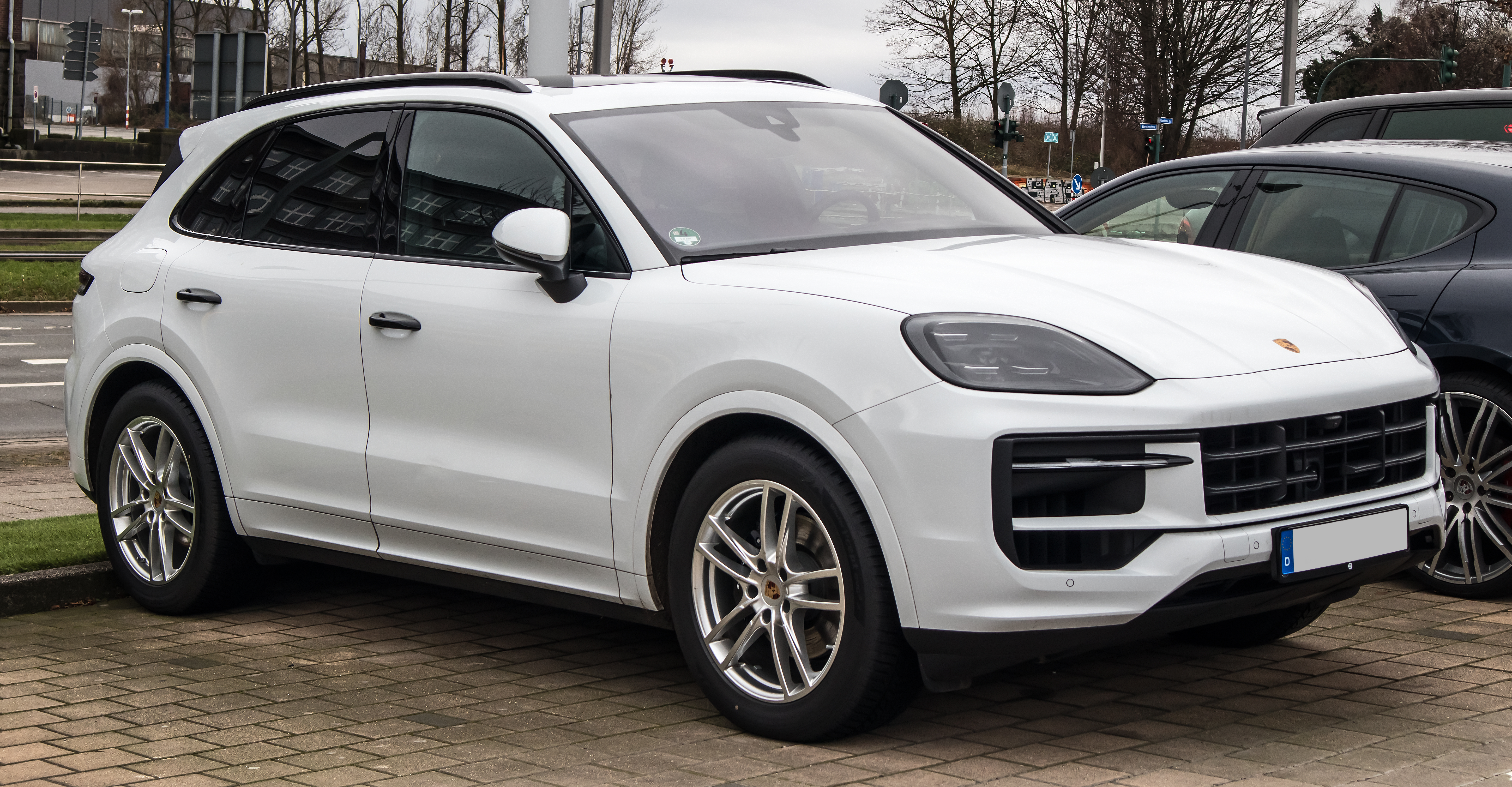
Porsche Cayenne (seit 2023)
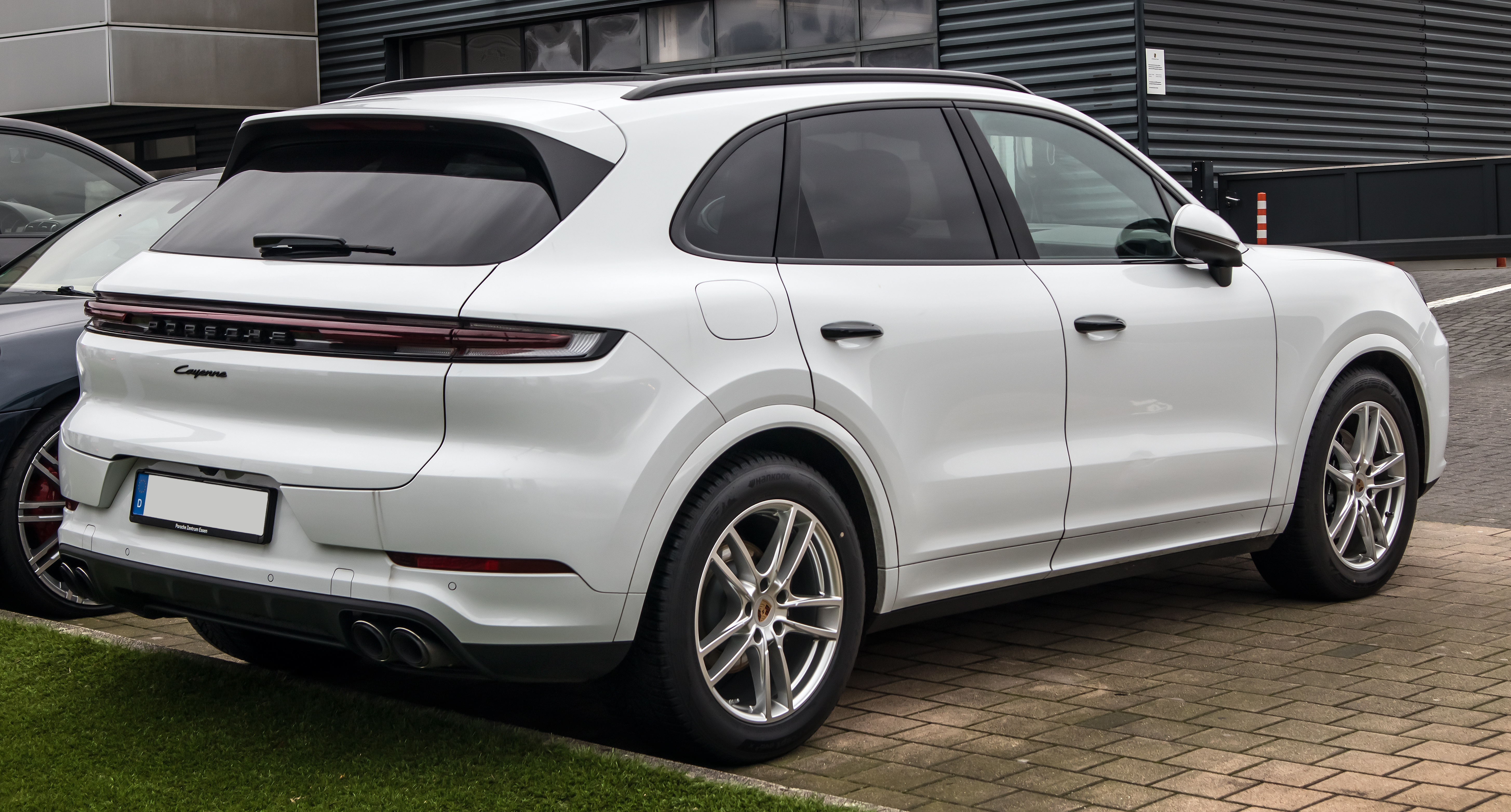
Heckansicht
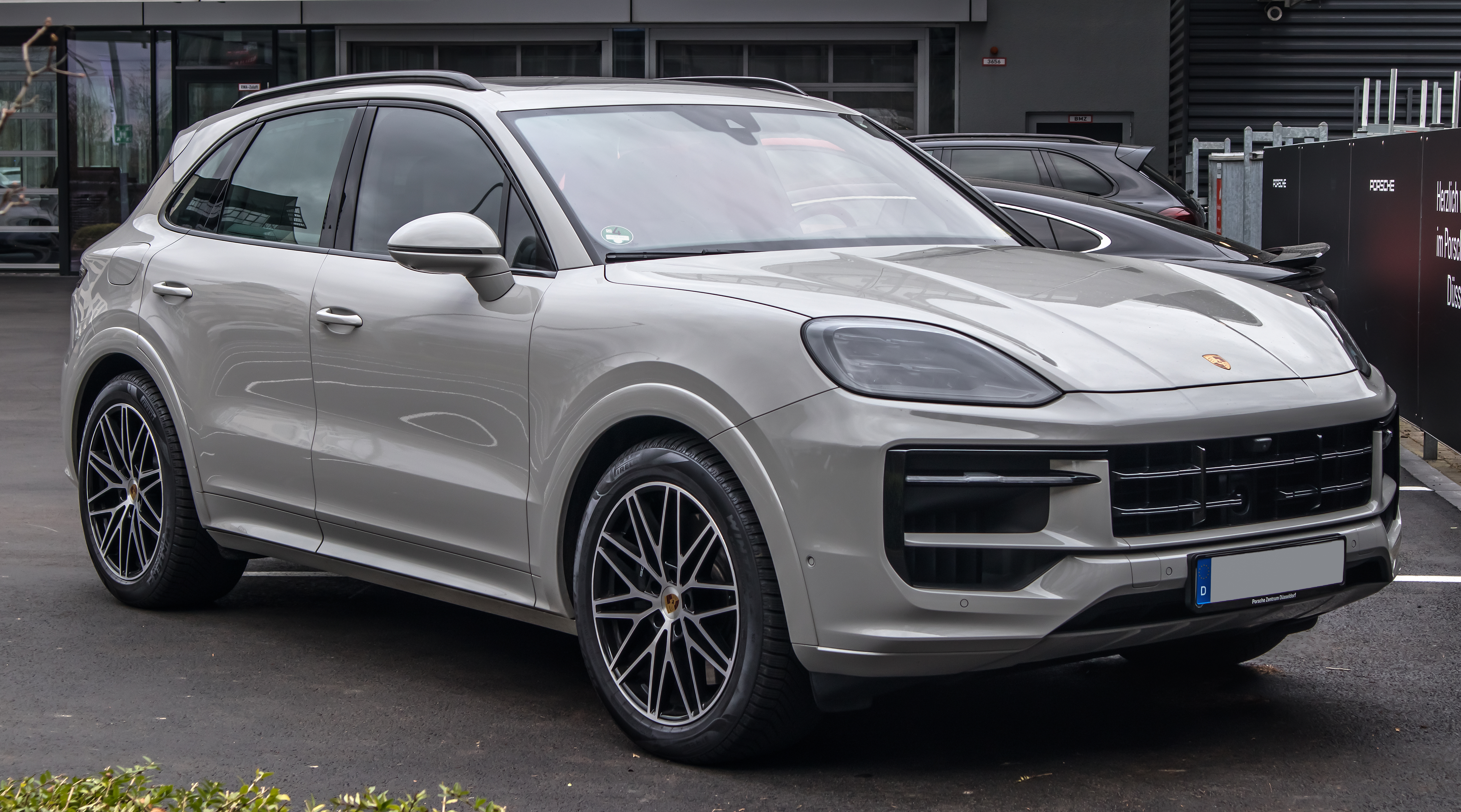
Porsche Cayenne S (seit 2023)
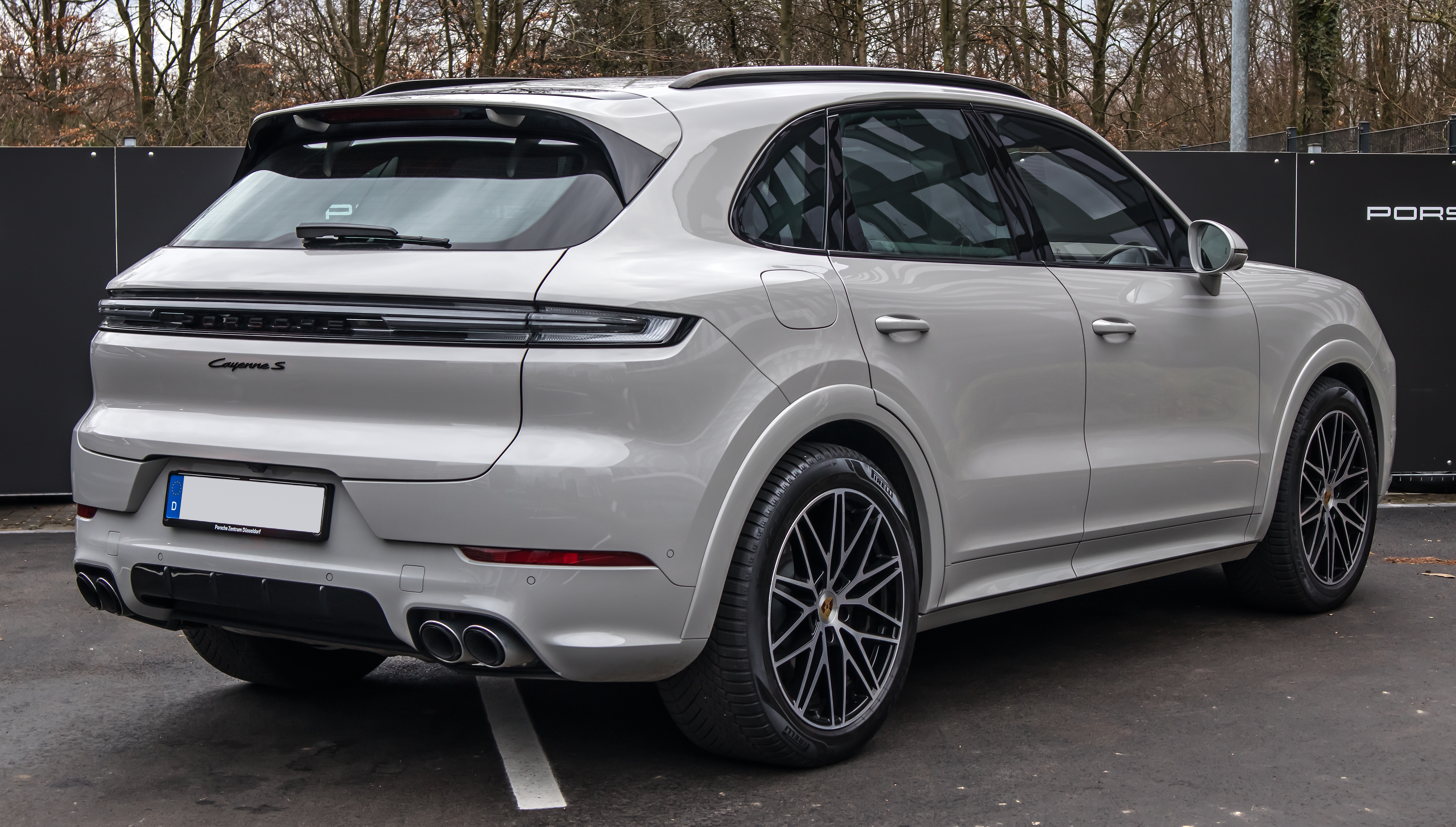
Heckansicht
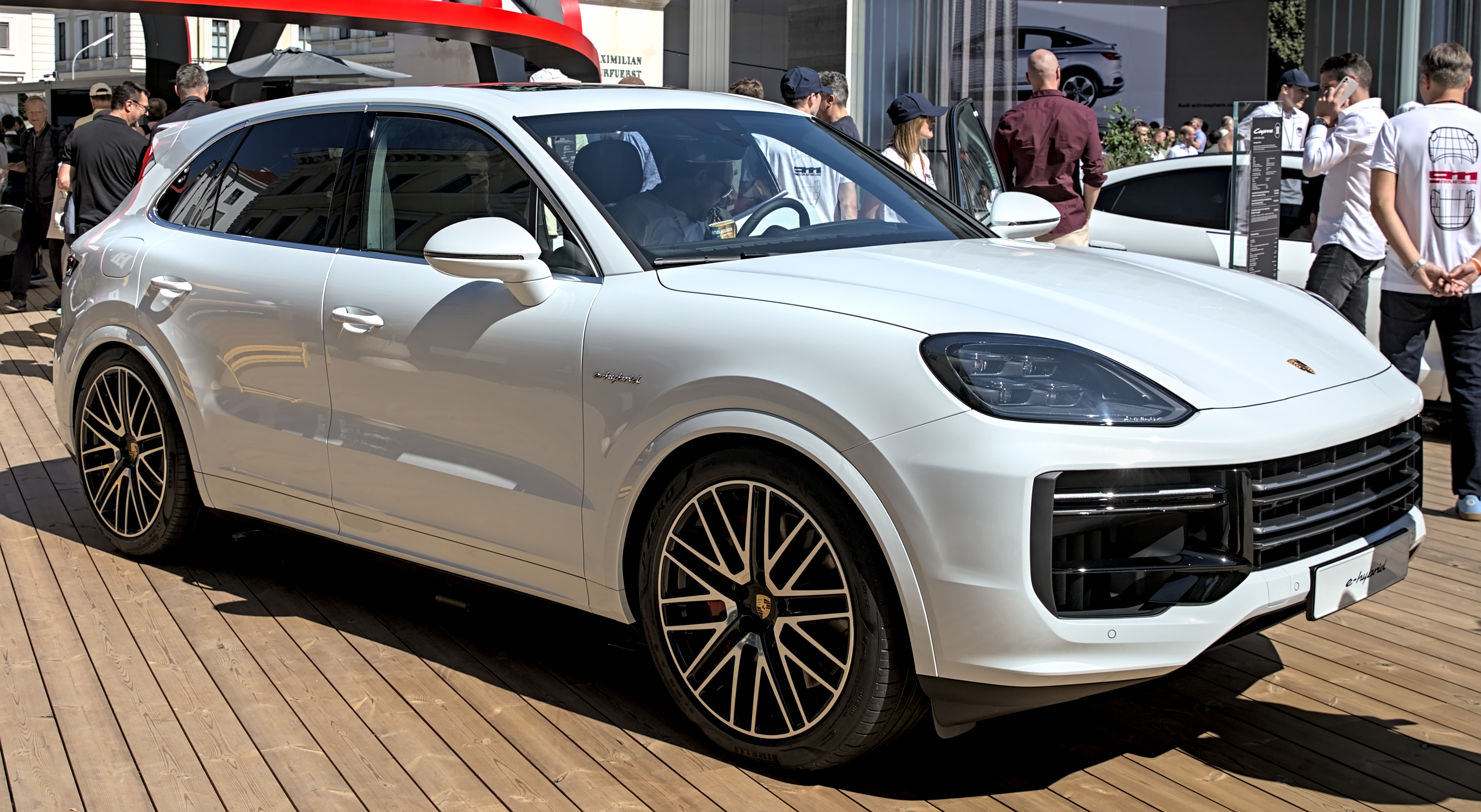
Porsche Cayenne Turbo E-Hybrid (seit 2023)
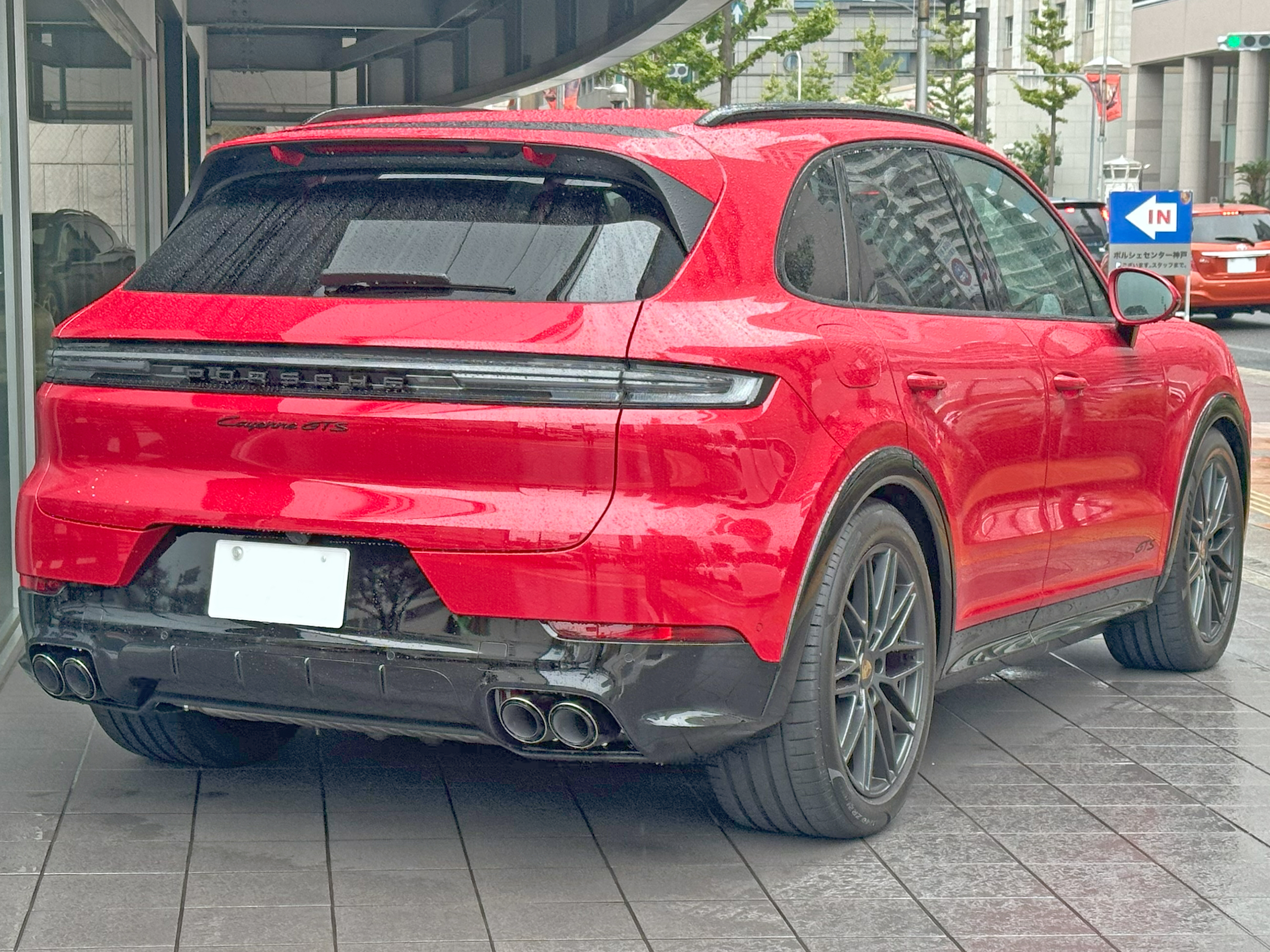
Porsche Cayenne GTS (seit 2024)

## Technik
Wie bereits der Audi Q7 4M und der Bentley Bentayga basiert auch der Cayenne der dritten Generation auf dem Modularen Längsbaukasten (MLB-Plattform).
Im Innenraum ähnelt der neue Cayenne dem Panamera (Typ 971). So hat er unter anderem das 12,3 Zoll Infotainmentsystem und die tastenlose Mittelkonsole.
Auch die beiden zum Verkaufsstart verfügbaren V6-Ottomotoren gibt es im Panamera. Bei beiden Versionen überträgt wieder eine Achtstufen-Automatik Tiptronic S die Leistung. Zudem ist ein Start-Stopp-System serienmäßig eingebaut. Als weitere Antriebsvariante wurde ebenfalls noch auf der IAA 2017 die 404 kW (550 PS) starke Turbo-Variante vorgestellt. Von Mai 2018 bis August 2018 und seit August 2019 wird außerdem eine Variante mit einem Plug-in-Hybridantrieb verkauft. Ein Dieselmotor wird für den Cayenne aufgrund des Abgasskandals nicht mehr angeboten.
Mit der Modellpflege wurden die Antriebe überarbeitet. Zudem entfiel die „Turbo“-Modellvariante.

## Technische Daten
|                                             | Cayenne                             | Cayenne                             | Cayenne                             | Cayenne                             | Cayenne S                           | Cayenne S                           | Cayenne S                           | Cayenne S                           | Cayenne GTS                         | Cayenne GTS                         | Cayenne E-Hybrid                      | Cayenne E-Hybrid                      | Cayenne E-Hybrid                      | Cayenne E-Hybrid                      | Cayenne S E-Hybrid                    | Cayenne Turbo                       | Cayenne Turbo                       | Cayenne Turbo                       | Cayenne Turbo S E-Hybrid              | Cayenne Turbo S E-Hybrid              | Cayenne Turbo E-Hybrid           |
| ------------------------------------------- | ----------------------------------- | ----------------------------------- | ----------------------------------- | ----------------------------------- | ----------------------------------- | ----------------------------------- | ----------------------------------- | ----------------------------------- | ----------------------------------- | ----------------------------------- | ------------------------------------- | ------------------------------------- | ------------------------------------- | ------------------------------------- | ------------------------------------- | ----------------------------------- | ----------------------------------- | ----------------------------------- | ------------------------------------- | ------------------------------------- | -------------------------------- |
| Bauzeitraum                                 | 08/2017–08/2018                     | 02/2019–10/2020                     | 10/2020–04/2023                     | seit 04/2023                        | 08/2017–08/2018                     | 05/2019–10/2020                     | 10/2020–04/2023                     | seit 04/2023                        | 06/2020–04/2023                     | seit 04/2024                        | 05/2018–08/2018                       | 08/2019–10/2020                       | 10/2020–04/2023                       | seit 04/2023                          | seit 09/2023                          | 09/2017–08/2018                     | 01/2019–10/2020                     | 10/2020–04/2023                     | 08/2019–10/2020                       | 10/2020–04/2023                       | seit 08/2023                     |
| Motortyp                                    | V6-Ottomotor                        | V6-Ottomotor                        | V6-Ottomotor                        | V6-Ottomotor                        | V6-Ottomotor                        | V6-Ottomotor                        | V6-Ottomotor                        | V8-Ottomotor                        | V8-Ottomotor                        | V8-Ottomotor                        | V6-Ottomotor + Elektromotor           | V6-Ottomotor + Elektromotor           | V6-Ottomotor + Elektromotor           | V6-Ottomotor + Elektromotor           | V6-Ottomotor + Elektromotor           | V8-Ottomotor                        | V8-Ottomotor                        | V8-Ottomotor                        | V8-Ottomotor + Elektromotor           | V8-Ottomotor + Elektromotor           | V8-Ottomotor + Elektromotor      |
| Motorbaureihe                               | VW EA839                            | VW EA839                            | VW EA839                            | VW EA839                            | VW EA839                            | VW EA839                            | VW EA839                            | VW EA825                            | VW EA825                            | VW EA825                            | VW EA839                              | VW EA839                              | VW EA839                              | VW EA839                              | VW EA839                              | VW EA825                            | VW EA825                            | VW EA825                            | VW EA825                              | VW EA825                              | VW EA825                         |
| Gemischaufbereitung                         | Direkteinspritzung                  | Direkteinspritzung                  | Direkteinspritzung                  | Direkteinspritzung                  | Direkteinspritzung                  | Direkteinspritzung                  | Direkteinspritzung                  | Direkteinspritzung                  | Direkteinspritzung                  | Direkteinspritzung                  | Direkteinspritzung                    | Direkteinspritzung                    | Direkteinspritzung                    | Direkteinspritzung                    | Direkteinspritzung                    | Direkteinspritzung                  | Direkteinspritzung                  | Direkteinspritzung                  | Direkteinspritzung                    | Direkteinspritzung                    | Direkteinspritzung               |
| Aufladung                                   | Turbolader                          | Turbolader                          | Turbolader                          | Turbolader                          | Biturbo                             | Biturbo                             | Biturbo                             | Biturbo                             | Biturbo                             | Biturbo                             | Turbolader                            | Turbolader                            | Turbolader                            | Turbolader                            | Turbolader                            | Biturbo                             | Biturbo                             | Biturbo                             | Biturbo                               | Biturbo                               | Biturbo                          |
| Hubraum                                     | 2995 cm³                            | 2995 cm³                            | 2995 cm³                            | 2995 cm³                            | 2894 cm³                            | 2894 cm³                            | 2894 cm³                            | 3996 cm³                            | 3996 cm³                            | 3996 cm³                            | 2995 cm³                              | 2995 cm³                              | 2995 cm³                              | 2995 cm³                              | 2995 cm³                              | 3996 cm³                            | 3996 cm³                            | 3996 cm³                            | 3996 cm³                              | 3996 cm³                              | 3996 cm³                         |
| max. Leistung                               | 250 kW (340 PS) bei 5300–6400 min−1 | 250 kW (340 PS) bei 5300–6400 min−1 | 250 kW (340 PS) bei 5300–6400 min−1 | 260 kW (353 PS) bei 5400–6400 min−1 | 324 kW (440 PS) bei 5700–6600 min−1 | 324 kW (440 PS) bei 5700–6600 min−1 | 324 kW (440 PS) bei 5700–6700 min−1 | 349 kW (474 PS) bei 6000–6800 min−1 | 338 kW (460 PS) bei 6000–6500 min−1 | 368 kW (500 PS) bei 6000–6800 min−1 | 340 kW (462 PS) 1 bei 5300–6400 min−1 | 340 kW (462 PS) 1 bei 5300–6400 min−1 | 340 kW (462 PS) 1 bei 5300–6400 min−1 | 346 kW (470 PS) 2 bei 5400–6400 min−1 | 382 kW (519 PS) 3 bei 5000–6000 min−1 | 404 kW (550 PS) bei 5750–6000 min−1 | 404 kW (550 PS) bei 5750–6000 min−1 | 404 kW (550 PS) bei 5750–6000 min−1 | 500 kW (680 PS) 4 bei 5750–6000 min−1 | 500 kW (680 PS) 4 bei 5750–6000 min−1 | 544 kW (739 PS) 5 bei 6000 min−1 |
| max. Drehmoment                             | 450 Nm bei 1340–5300 min−1          | 450 Nm bei 1340–5300 min−1          | 450 Nm bei 1340–5300 min−1          | 500 Nm bei 1450–4500 min−1          | 550 Nm bei 1800–5500 min−1          | 550 Nm bei 1800–5500 min−1          | 550 Nm bei 2000–5500 min−1          | 600 Nm bei 2000–5000 min−1          | 620 Nm bei 1800–4500 min−1          | 660 Nm bei 2100–4500 min−1          | 700 Nm bei 1340–5300 min−1            | 700 Nm bei 1340–5300 min−1            | 700 Nm bei 1340–5300 min−1            | 650 Nm bei 1400–4800 min−1            | 750 Nm bei 1450–4500 min−1            | 770 Nm bei 1960–4500 min−1          | 770 Nm bei 2000–4500 min−1          | 770 Nm bei 2000–4500 min−1          | 900 Nm bei 2100–4500 min−1            | 900 Nm bei 2100–4500 min−1            | 950 Nm bei 2400–4500 min−1       |
| Getriebe, serienmäßig                       | Achtstufen-Automatik Tiptronic S    | Achtstufen-Automatik Tiptronic S    | Achtstufen-Automatik Tiptronic S    | Achtstufen-Automatik Tiptronic S    | Achtstufen-Automatik Tiptronic S    | Achtstufen-Automatik Tiptronic S    | Achtstufen-Automatik Tiptronic S    | Achtstufen-Automatik Tiptronic S    | Achtstufen-Automatik Tiptronic S    | Achtstufen-Automatik Tiptronic S    | Achtstufen-Automatik Tiptronic S      | Achtstufen-Automatik Tiptronic S      | Achtstufen-Automatik Tiptronic S      | Achtstufen-Automatik Tiptronic S      | Achtstufen-Automatik Tiptronic S      | Achtstufen-Automatik Tiptronic S    | Achtstufen-Automatik Tiptronic S    | Achtstufen-Automatik Tiptronic S    | Achtstufen-Automatik Tiptronic S      | Achtstufen-Automatik Tiptronic S      | Achtstufen-Automatik Tiptronic S |
| Antrieb                                     | Allradantrieb                       | Allradantrieb                       | Allradantrieb                       | Allradantrieb                       | Allradantrieb                       | Allradantrieb                       | Allradantrieb                       | Allradantrieb                       | Allradantrieb                       | Allradantrieb                       | Allradantrieb                         | Allradantrieb                         | Allradantrieb                         | Allradantrieb                         | Allradantrieb                         | Allradantrieb                       | Allradantrieb                       | Allradantrieb                       | Allradantrieb                         | Allradantrieb                         | Allradantrieb                    |
| Beschleunigung, 0–100 km/h                  | 6,2 s [5,9 s] 6                     | 6,2 s [5,9 s] 6                     | 6,2 s [5,9 s] 6                     | 6,0 s [5,7 s] 6                     | 5,2 s [4,9 s] 6                     | 5,2 s [4,9 s] 6                     | 5,2 s [4,9 s] 6                     | 5,0 s [4,7 s] 6                     | 4,8 s [4,5 s] 6                     | 4,4 s 6                             | 5,0 s 6                               | 5,0 s 6                               | 5,0 s 6                               | 4,9 s 6                               | 4,7 s 6                               | 4,1 s [3,9 s] 6                     | 4,1 s [3,9 s] 6                     | 4,1 s [3,9 s] 6                     | 3,8 s 6                               | 3,8 s 6                               | 3,7 s 6                          |
| Beschleunigung, 0–160 km/h                  | 14,1 s                              | 14,1 s                              | 14,1 s                              | 13,9 s                              | 11,6 s                              | 11,6 s                              | 11,6 s                              | 11,4 s                              | 10,6 s                              | 10,3 s                              | 11,5 s                                | 11,5 s                                | 11,5 s                                | 11,3 s                                | 10,6 s                                | 9,4 s                               | 9,4 s                               | 9,4 s                               | 8,4 s                                 | 8,4 s                                 | 8,1 s                            |
| Höchstgeschwindigkeit                       | 245 km/h                            | 245 km/h                            | 245 km/h                            | 248 km/h                            | 265 km/h                            | 265 km/h                            | 265 km/h                            | 273 km/h                            | 270 km/h                            | 275 km/h                            | 253 km/h                              | 253 km/h                              | 253 km/h                              | 254 km/h                              | 263 km/h                              | 286 km/h                            | 286 km/h                            | 286 km/h                            | 295 km/h                              | 295 km/h                              | 295 km/h                         |
| Kraftstoffverbrauch auf 100 km (kombiniert) | 9,0–9,2 l Super Plus                | 9,1–9,2 l Super Plus                | 9,2–9,4 l Super Plus                | 10,8–12,1 l Super Plus              | 9,2–9,4 l Super Plus                | 9,2–9,4 l Super Plus                | 9,7–9,8 l Super Plus                | 12,4–13,4 l Super Plus              | 11,2–11,4 l Super Plus              | 12,6–13,3 l Super Plus              | 3,2–3,4 l Super                       | 3,1–3,2 l Super                       | 2,4–2,5 l Super                       | 1,5–1,8 l Super                       | 1,4–1,7 l Super                       | 11,7–11,9 l Super Plus              | 11,3–11,4 l Super Plus              | 11,6 l Super Plus                   | 3,7–3,9 l Super                       | 3,2–3,3 l Super                       | 1,7–2,0 l Super                  |
| CO2-Emissionen (kombiniert)                 | 205–209 g/km                        | 207–210 g/km                        | 210–215 g/km                        | 246–275 g/km                        | 209–213 g/km                        | 211–215 g/km                        | 220–223 g/km                        | 282–303 g/km                        | 255–260 g/km                        | 286–303 g/km                        | 72–78 g/km                            | 70–74 g/km                            | 56–58 g/km                            | 33–42 g/km                            | 31–39 g/km                            | 267–272 g/km                        | 258–261 g/km                        | 264 g/km                            | 85–90 g/km                            | 72–75 g/km                            | 39–45 g/km                       |
| Abgasnorm                                   | Euro 6                              | Euro 6d-TEMP                        | Euro 6d                             | Euro 6e                             | Euro 6                              | Euro 6d-TEMP                        | Euro 6d                             | Euro 6e                             | Euro 6d                             | Euro 6e                             | Euro 6                                | Euro 6d-TEMP                          | Euro 6d                               | Euro 6e                               | Euro 6e                               | Euro 6                              | Euro 6d-TEMP                        | Euro 6d                             | Euro 6d-TEMP                          | Euro 6d                               | Euro 6e                          |